# Gmina Syców
Gmina Syców je polská městsko-vesnická gmina v okrese Olešnice v Dolnoslezském vojvodství. Sídlem gminy je město Syców. V roce 2010 zde žilo 16 523 obyvatel.
Gmina má rozlohu 144,79 km², zabírá 13,79% rozlohy okresu. Skládá se z 12 starostenství.

## Starostenství
Biskupice, Drołtowice, Działosza, Gaszowice, Komorów, Nowy Dwór, Stradomia Wierzchnia, Szczodrów, Ślizów, Wielowieś, Wioska, Zawada